# Claude Sauzet
Pour les articles homonymes, voir Sauzet.
Claude Sauzet, né le 17 décembre 1941 à La Grand-Combe dans le Gard, est un peintre figuratif français.

## Biographie
Claude Sauzet suit les cours à l’École des Beaux Arts de Nîmes, où il obtient un deuxième prix de dessin en 1959[réf. souhaitée].
Il rejoint l'Essor cévenol et retrouve Jean Savajol et René Roux[Qui ?] qui l’avaient déjà remarqué en 1955.
En 1967, il est déjà reconnu sur le plan régional mais sa rencontre avec Régis Langloys[Qui ?] sera décisive. En 1971 première exposition dans sa galerie, rue Saint-Honoré à Paris, suivie de nombreuses autres. Il participe aux principaux salons parisiens : Salon d'automne où il obtient le Prix des Jeunes en 1978, Nationale de Beaux Arts avec les prix David Nillet et Gillot-Dart, etc.
Il se lie d’amitié avec Pierre-Henry, Jean-Pierre Alaux et de nombreux autres peintres et sculpteurs[Qui ?] comme Pierre Lagénie.
De technique résolument académique, aquarelliste, il peint des personnages à prédominance féminine, des scènes de rue animées, des terrasses de cafés, des paysages du Midi de la France et de l'Italie.

## Principales expositions personnelles
2010
- Du 12 juin au 9 juillet 2010, Galerie Le Jardin des Arts, Ris Orangis
- Galerie Graal, Toulouse.

2007
- Art Jalène, Nantes

2006
- Galerie Le Jardin des Arts, Place de la Madeleine, Paris

2005
- Galerie Terres et Toiles, Alès
- Galerie Hénot, Enghien les bains

2002
- Galerie Le Jardin des Arts, Paris, Champs-Élysées

2001
- Galerie Terres et Toiles, Alès

1990 à 2000
- Claude Sauzet expose à Libreville (Gabon), en 1991 à Honfleur, à la Galerie « Jardin des Arts ». Depuis 1992, l’artiste expose à la Galerie « Au temps qui passe » en Suisse, Galerie « Jardin des Arts » à Paris, Cabourg, Barbizon, Galerie « Hénot » à Enghien, Galerie « Ami des Arts » à Paris.

1980 à 1990
- Claude Sauzet expose à la Galerie Guigné à Paris, à Sydney (Australie), Orléans, Kuala Lumpur (Malaisie), Galerie Ror Volmar à Vichy, à Singapour (Indonésie) et Caracas (Venezuela), à Yaoundé (Cameroun), Djakarta (Indonésie), en Suisse.

1979
- exposition personnelle à la Galerie Dandoy, Knokke le Zoute.